# Dyrhólaey
Dyrhólaey est une petite péninsule (promontoire) de 120 mètres de haut, situé sur la côte sud de l'Islande à proximité de la petite ville de Vík.

## Description

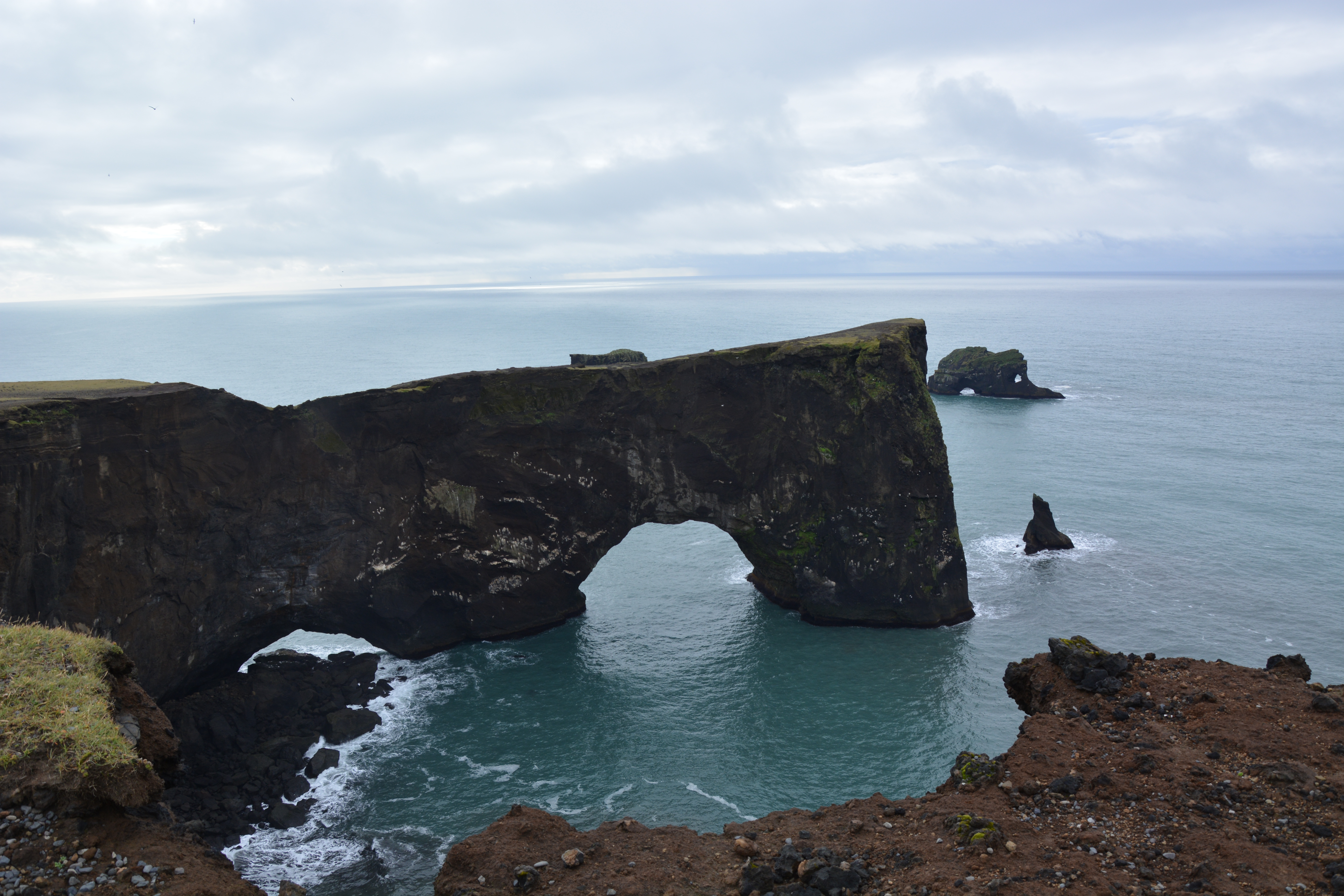
Vue des arches de Dyrhólaey.

Il s'agit du point le plus au sud de l'île. Cette péninsule est caractérisée par la présence d'une arche volcanique de laquelle elle a tiré son nom, qui signifie : l'île haute avec le passage (« trou ») de porte.
Dyrhólaey est une ancienne île d'origine volcanique (on en retrouve d'ailleurs trace dans son nom, eyja signifiant île) constituée de tuf volcanique dans sa partie est et de dolérite dans sa partie ouest.  
Dyrhólaey est une réserve naturelle protégée. C'est un paradis pour les oiseaux, notamment les macareux, qui viennent y nicher en mai et juin. L'accès au site est restreint durant cette période mais est de nouveau ouvert en juillet. Du haut des falaises, on a une vue étendue sur les plages de sable noir s'étendant à l'ouest en direction de Selfoss et à l'est sur les aiguilles de lave noire du Reynisdrangar situées à proximité de Vík.
Un phare se trouve sur la péninsule de Dyrhólaey depuis 1910. Il a été transformé en hôtel en 2016. 
Plusieurs rochers et récifs émergent à proximité : Litlidrangur, Kambur (hauteur 29 m), Mávadrangur (32 m), Lundadrangur (34 m), Háidrangur (43 m), Söðulsker, Stampur, Miðsker, Skershali.